# Christine Aaftink
Christine Jacoba Aaftink (Abcoude, 25 augustus 1966) is een Nederlands oud-schaatsster. Zij werd tussen 1987 en 1994 zeven maal Nederlands sprintkampioen. Verder werd ze zeven maal achterelkaar Nederlands kampioen op de 500 meter en vijf maal achterelkaar op de 1000 meter. In 1990 en in 1991 won zij brons op het wereldkampioenschap sprint.
Na haar schaatscarrière werd zij lid van het bestuur van de KNSB; hieruit trad zij in het najaar van 2007 terug omdat zij dat niet meer met haar werk voor een fitnesscentrum kon combineren. In mei 2011 trad zij toe tot het bestuur van Team Liga.

## Persoonlijke records
| Afstand    | Tijd    | Datum            | Baan       |
| ---------- | ------- | ---------------- | ---------- |
| 500 meter  | 39,88   | 23 maart 1996    | Calgary    |
| 1000 meter | 1.20,21 | 3 maart 1996     | Calgary    |
| 1500 meter | 2.11,57 | 29 december 1993 | Heerenveen |
| 3000 meter | 5.04,33 | 1 februari 1987  | Alkmaar    |

## Resultaten
| jaar | NK Afstanden | NK Sprint      | WK Sprint                       | WK Afstanden | Olympische Spelen  |
| ---- | ------------ | -------------- | ------------------------------- | ------------ | ------------------ |
| 1987 | 500m · 1000m | · (, )         |                                 |              |                    |
| 1988 | 500m         | · (, )         | 8e (8e, 7e, 7e, 12e)            |              | 17e 500m 12e 1000m |
| 1989 | 500m · 1000m | · (, )         | 5e (5e, 8e, 10e, 9e)            |              |                    |
| 1990 | 500m · 1000m | · (, )         | · (4e, , )                      |              |                    |
| 1991 | 500m · 1000m | · (, )         | · (, , 5e, 6e)                  |              |                    |
| 1992 | 500m · 1000m | · (, )         | 7e (7e, 9e, 5e, 12e)            |              | 5e 500m 4e 1000m   |
| 1993 | 500m · 1000m | · (, )         | 9e (4e, 4e, 6e, 29e)            |              |                    |
| 1994 | 500m · 1000m | · (, )         | 28e (+val) (13e, 21e, 29e, 17e) |              | 19e 500m 20e 1000m |
| 1995 | 500m · 1000m | · (, 7e, , 5e) | 11e (17e, 9e, 16e, 10e)         |              |                    |
| 1996 | 500m · 1000m | · (, , 4e)     | 12e (18e, 6e, 19e, 9e)          | 5e 1000m     |                    |

### Medaillespiegel
| Kampioenschap        | Goud · | Zilver · | Brons · |
| -------------------- | ------ | -------- | ------- |
| NK Afstanden         | 12     | 4        | 3       |
| NK Sprint Klassement | 7      | 2        | 1       |
| NK Sprint Afstanden  | 26     | 6        | 4       |
| WK Sprint Klassement | 0      | 0        | 3       |
| WK Sprint Afstanden  | 2      | 1        | 2       |